# SIG Sauer SIG516
O SIG Sauer SIG516 é uma arma de fogo fabricada pela SIG Sauer. É um rifle AR-15, no calibre 5,56×45mm NATO. Introduzido em 2010, o SIG516 foi descontinuado a partir de 2019. Uma variante no calibre 7,62×51mm NATO, a SIG716, permanece em produção.

## Detalhes do projeto

### Mecanismo de operação
O SIG516 é um fuzil multicalibre semiautomático, destinado aos mercados civis e policiais. A mesma família também inclui fuzil de assalto de tiro seletivo (tiro único, três tiros, modos totalmente automáticos), estritamente destinadas a aplicação da lei e uso militar. Ele dispara a partir de um ferrolho fechado e possui um sistema de pistão de curso curto. O pistão de gás empurra o slide do ferrolho para trás, onde é travado por uma mola. Esse processo carrega o próximo cartucho. O 516 possui um regulador de gás de quatro posições, permitindo ao usuário escolher a quantidade de gás direcionada ao pistão.

### Recursos
O SIG516 possui uma alavanca de segurança no lado esquerdo, para ser usada pelo polegar da mão de tiro. O bloco de gás integra um regulador de gás ajustável. O bloco de gás dianteiro possui trilho para aceitar uma mira frontal com poste flip-up. Os modelos SIG516 estão equipados com um supressor de chamas estilo "bird-cage" do M16A2.
Todos os modelos SIG516, exceto o Marksman, estão equipados com canos de 16 polegadas envoltos por um trilho Picatinny M1913  flutuante, bem como miras de ferro "flip-up" (BUIS) fabricadas pela SIG Sauer.
Os modelos SIG516 de  5,56×45mm NATO aceitam carregadores tipo cofre AR-15. Esses carregadores são construídos em variantes de 5, 10, 20 e 30 cartuchos. Os fuzis SIG516 russos devem usar um carregador diferente, pois são do calibre 7,62x39mm mas também no estilo AR-15. O rifle é disparado por um cão e possui um mecanismo de gatilho de dois estágios no modelo SIG516 Marksman, enquanto todos os outros possuem um gatilho de estágio único de especificação militar.

## Variantes
O SIG716 é uma variante do tipo "rifle de batalha"/"designated marksman rifle" (DMR), que é baseado no mesmo design, mas utiliza o calibre 7,62×51mm NATO e usa carregadores padrão SR-25.
A variante SIG716 G2 (Geração 2) possui um sistema de gás de curso curto. Esse sistema operacional reduz a incrustação de carbono, o calor excessivo e o pó não queimado na ação, garantindo maior confiabilidade e durabilidade. O modelo G2 Patrol utiliza o calibre 7,62x51mm, enquanto o modelo G2 DMR utiliza o calibre 6,5mm Creedmoor.

## Usuários
- Argentina: Utilizado por Polícia Federal Argentina
- Hong Kong: Utilizado por Unidade de Deveres Especias
- México: Utilizado por Infantaria de Marinha de México[10]
- Egito: Utilizado por Sa'ka Forces e Navy Thunderbolt
- Geórgia: Utilizado por forças especiais do Ministério de Assuntos Internos da Geórgia e das Forças Armadas da Geórgia[11]
- Índia: Utilizado por Comando Norte do Exército Indiano[12]
- Sérvia: Utilizado por Unidade antiterrorismo da Polícia da Sérvia[13]
- Singapura: Utilizado por Polícia de Guarda Costeira
- Suíça : Utilizado por Polícia do cantão da Argóvia[14]
- Tailândia: Utilizado por Comando de Assuntos de Guerra do Exército Real Tailandês
- Turquia: Utilizado por Departamento de Operações Especiais da Polícia[15] e Guarda Presidencial
- Reino Unido: Utilizado por Metropolitan Police, Counter Terrorist Specialist Firearms Officers (CTSFO),[16] Surrey Police e West Midlands Police[17]
- Estados Unidos: Utilizado por Delaware State Police, Cincinnati Police Department (SWAT), Sheriff's Office SWAT do Condado de Anderson,[18] San Diego Police Department (SWAT)[19]